# Jordan Ewert
Jordan Matthew Ewert (Antioch, 18 marzo 1997) è un pallavolista statunitense, schiacciatore del Verona.

## Biografia
Secondo di quattro figli; sua sorella minore, Jenna, ha giocato a pallavolo alla Colorado e alla Texas.

## Carriera

### Club
La carriera di Jordan Ewert inizia a livello giovanile con la formazione del Pacific Rim, partecipando parallelamente ai tornei scolastici californiani con la Deer Valley HS. Dopo il diploma gioca a livello universitario con la Stanford, in NCAA Division I, facendo parte dei Cardinal dal 2016 al 2019.
Nella stagione 2019-20 sigla il suo primo contratto professionistico in Spagna, dove partecipa alla Superliga de Voleibol Masculina con l'Eivissa; nella stagione seguente si trasferisce nella 1. Bundesliga tedesca, approdando al Lüneburg, con cui nell'annata 2021-22 è finalista in Coppa di Germania, venendo insignito del premio di MVP del torneo. Dopo un triennio con i tedeschi, nel campionato 2023-24 si trasferisce in Francia, dove è di scena in Ligue A con il Saint-Nazaire, con il quale conquista lo scudetto: nel corso del campionato seguente, precisamente nel febbraio 2025, lascia i transalpini per trasferirsi al Verona, terminando l'annata nella Superlega italiana.

### Nazionale
Fa parte della nazionale statunitense under 19 che si aggiudica la medaglia d'oro al campionato nordamericano 2014, dove viene premiato come miglior ricevitore, e partecipa al campionato mondiale 2015, chiuso al settimo posto. Con la nazionale under 21 conquista invece la medaglia d'oro al campionato nordamericano 2016, insignito inoltre del premio come miglior schiacciatore, partecipando in seguito al campionato mondiale 2017, concluso con un quattordicesimo posto.
Nel 2023 debutta in nazionale maggiore alla NORCECA Final Six, conquistando l'oro e venendo insignito dei premi come miglior servizio e miglior schiacciatore.

## Palmarès

### Club
- Campionato francese: 1

2023-24

### Nazionale (competizioni minori)
- Campionato nordamericano under 19 2014
- Campionato nordamericano under 21 2016
- NORCECA Final Six 2023

### Premi individuali
- 2014 - Campionato nordamericano under 19: Miglior ricevitore
- 2016 - Campionato nordamericano under 21: Miglior schiacciatore
- 2022 - Coppa di Germania: MVP
- 2023 - NORCECA Final Six: Miglior servizio
- 2023 - NORCECA Final Six: Miglior schiacciatore